# Hlasivo
Hlasivo är en ort i Tjeckien.   Den ligger i regionen Södra Böhmen, i den centrala delen av landet, 70 km söder om huvudstaden Prag. Hlasivo ligger 566 meter över havet och antalet invånare är 185.
Terrängen runt Hlasivo är platt åt nordväst, men åt sydost är den kuperad.Runt Hlasivo är det ganska glesbefolkat, med 22 invånare per kvadratkilometer. Närmaste större samhälle är Tábor, 11,5 km sydväst om Hlasivo. Omgivningarna runt Hlasivo är en mosaik av jordbruksmark och naturlig växtlighet.